# Pseudoneureclipsis proxima
Pseudoneureclipsis proxima är en nattsländeart som beskrevs av Martynov 1934. Pseudoneureclipsis proxima ingår i släktet Pseudoneureclipsis och familjen fångstnätnattsländor. Inga underarter finns listade i Catalogue of Life.